# Tagarahu
Tagarahu (ros. Орараху) – estońska wyspa na Morzu Bałtyckim, na obszarze cieśniny Väinameri, u zachodnich wybrzeży kraju, na północ od wyspy Esirahu oraz na południowy wschód od wyspy Paljarahu. Zajmuje powierzchnię 2,82 ha. Obwód wyspy wynosi ok. 1,1 km. Administracyjnie znajduje się w prowincji Läänemaa, w gminie Ridala. W całości stanowi obszar chroniony.
Występuje również wariant nazewniczy Orarahu.